# Angizia
Angizia ist eine österreichische Band. Sie wurde 1994 vom Hörspielkomponisten und Essayisten Michael Haas gegründet.

## Bandgeschichte
Michael Haas rief das Projekt Angizia im Winter 1994 mit dem Gedanken ins Leben, naturbezogene Lyrik zu vertonen. Zusammen mit dem Pianisten Cedric Müller und dem Gitarristen Emmerich Haimer entstand 1995 das Demo Nordheim, das jedoch niemals veröffentlicht wurde und inhaltlich sowie musikalisch Stück für Stück auf spätere Alben übertragen wurde. Zum Ende desselben Jahres hin schufen sie allerdings eine auf 200 Stück limitierte Demo namens Kissarna.
Erste Bekanntheit erlangte das Ensemble durch die Split-CD mit der österreichischen Black-Metal-Band Amestigon. Hier trugen sie mit drei Stücken dazu bei, dass das gemeinsame Album in der Untergrund-Szene aufgrund des schon damals sehr eigensinnigen Stils Angizias Aufmerksamkeit erregte. Die intensive Zusammenarbeit von Haas und Müller hatte sich mittlerweile zu einer Freundschaft entwickelt und zusammen arbeiteten sie an ihrem Debütalbum Die Kemenaten scharlachroter Lichter. Spätestens seit diesem Album fiel es Rezensenten schwer, Angizia in irgendein Genre einzuordnen. Viele Hörer konnten schon hier nicht mehr viel mit der komplexen Musik anfangen und nickten Angizia als weitere Band irgendwo im Underground ab. 
Der Drang von Haas, das dramatische Theater als Grundlage für die Musik zu benutzen, wurde 1997 mit Das Tagebuch der Hanna Anikin erneut deutlich. Wieder zusammen mit Cedric Müller, bediente man sich der Tagebücher des russischen Bettlerkindes Hanna Anikin, um ein Libretto zu verfassen. Irene Denner tauchte erstmals als Sopranistin auf und Gabriele Böck erschuf in Kooperation mit dem Angizia-Kollektiv das Bild Weg zum Flug, eine metaphorische Interpretation zu den Texten des Albums. Nach den Arbeiten verabschiedete sich das Ensemble vom Gründungsmitglied Cedric Müller. Die genauen Hintergründe sind bis heute nicht an die Öffentlichkeit gelangt, es ist jedoch naheliegend, dass die vorige Zusammenarbeit zwischen Müller und Haas in Konkurrenz und Meinungsverschiedenheit umgeschwungen sein muss.
Michael Haas arbeitete seit geraumer Zeit an einem Roman mit dem Titel Das Schachbrett des Trommelbuben Zacharias und hatte nun den Wunsch, diese Vorlage musikalisch in ein gleichnamiges Album umzusetzen. Hierzu engagierte er neue Musiker, wie den Schlagzeuger Moritz Neuner (Dornenreich, Leaves’ Eyes, Korova/Korovakill uvm.), Christof Niederwieser (Korova/Korovakill), der schon seine außergewöhnliche Stimme zu Das Tagebuch der Hanna Anikin beitrug, Jochen Stock, den Kopf der österreichischen Band Dornenreich und außerdem den Geiger Roland Bentz. Mit Das Schachbrett des Trommelbuben Zacharias gelangte ein episches, russophiles Werk an die Öffentlichkeit, das dem Zuhörer die Geschichte von zwei Schachspielern eröffnet, die nach und nach das russische System-Leben hinterfragen und kritisieren.
2001 erschien der Höhepunkt des Projektes Angizia, das Album 39 Jahre für den Leierkastenmann. Michael Haas beschrieb hier ein tragisches, philosemitisches Stück, welches die Geschichte von vier jüdischen Musikanten, die ihre Heimatstadt Lemberg verlassen, um mit Bettlern und Armen der Komik zu frönen und das kalte Russland mit Humor und Komik zu bereichern, schildert. Zur eigentlichen Besetzung der Gruppe kamen Akkordeonspieler Krzysztof Dobrek und an der Klarinette Bernhard Seibt dazu. Musikalisch orientierte sich das Album an traditionellen jiddischen Klezmer-Kompositionen, Polka-Passagen und am Gesang, der durch sehr starke Gefühlstiefe und Engagement an einen Theaterbesuch erinnert.
Das 2004 erschienene Album Ein Toter fährt gern Ringelspiel greift inhaltlich den Tod des Protagonisten Elias Hohlberg, vom vorigen Album, auf, und beschreibt die bittere Verwandlung des jüdischen Spielmannes zu einem tanzenden Gerippe auf dem Königsberger Friedhof. Die Geschichte wird in einer Mischung aus Jazz, Metal, Klezmer und Rock vertont. Auch auf diesem Album stellen die teils weinenden, teils schreienden, teils lachenden Stimmen von Michael Haas, Jochen Stock, Irene Denner und Rainer Guggenberger eine Besonderheit dar.
Nach einer 5-jährigen Pause nahmen Haas und Haimer die gemeinsame Arbeit wieder auf. Das sechste Album der Band erschien schließlich am 11. Februar 2011 unter dem Titel kokon. Ein schaurig-schönes Schachtelstück. Am 15. März 2013 wurde das siebte Album Des Winters finsterer Gesell veröffentlicht.

## Diskografie
- 1996: Heidebilder / Mysterious Realms (Split-CD mit Amestigon)
- 1997: Die Kemenaten scharlachroter Lichter
- 1997: Das Tagebuch der Hanna Anikin
- 1998: Das Schachbrett des Trommelbuben Zacharias
- 2001: 39 Jahre für den Leierkastenmann
- 2004: Ein Toter fährt gern Ringelspiel
- 2011: kokon. Ein schaurig-schönes Schachtelstück
- 2013: Des Winters finsterer Gesell